# Korniaktów Północny
Korniaktów Północny est une localité polonaise de la gmina de Białobrzegi, située dans le powiat de Łańcut en voïvodie des Basses-Carpates.